# Babel (album de Mumford and Sons)
Pour les articles homonymes, voir Babel.
Albums de Mumford and Sons
Sigh No More
(2009) Wilder Mind
(2015)
Singles
1. I Will Wait (en)
Sortie : 7 août 2012
2. Lover of the Light
Sortie : 5 novembre 2012
3. Whispers in the Dark
Sortie : 11 mars 2013
4. Babel
Sortie : 9 juillet 2013
5. Hopeless Wanderer
Sortie : 4 août 2013

Babel est le deuxième album du groupe de rock britannique Mumford and Sons. Il est sorti en 2012 et a remporté le Grammy Award de l'album de l'année en 2013.

## Liste des titres
1. Babel
2. Whispers In The Dark
3. I Will Wait (en)
4. Holland Road
5. Ghosts That We Knew
6. Lover Of The Light
7. Lovers' Eyes
8. Reminder
9. Hopeless Wanderer
10. Broken Crown
11. Below My Feet
12. Not With Haste